# Chicoana
Chicoana es una localidad del norte de Argentina, en la Provincia de Salta. Es cabecera del Departamento Chicoana, y se encuentra a 47 km al sur de la Ciudad de Salta, capital de la provincia.
Sus coordenadas son: 25°04′02″S 65°28′00″O / -25.06722, -65.46667.
Chicoana es un pequeño pueblo que data del periodo prehispánico, ubicado en el sudoeste del Valle de Lerma, inmediatamente al sur del río Chicoana. El valle de este río, llamado Quebrada de Escoipe, convierte a Chicoana en la puerta de entrada a la porción norte de los Valles Calchaquíes. Se accede por la RN 68 y luego por la RP 33. 

## Población
Contaba con 3,396 habitantes (Indec, 2001), lo que representa un incremento del 44,8% frente a los 2,345 habitantes (Indec, 1991) del censo anterior.

## Historia
La etnia más conspicua que habitó el territorio donde se emplaza la actual Chicoana fue la de los calchaquies (de la rama llamada pulares), asociados a la Cultura Santa María, pueblos sedentarios con estado, agricultura, ganadería de auquénidos (camélidos sudamericanos) y ciudades; entre sus ciudades se contaba precisamente Chicoana. Durante el siglo XV el territorio fue invadido por los incas al mando de Túpac Yupanqui quedando incorporado al Tahuantinsuyu (Imperio Inca), en esa época Chicoana, con el nombre de Sikuani*, pasó a ser la capital de la "provincia" del Tukma o Tukuman y un nudo de caminos recorrido por el qhapaq ñam o "Camino del Inca" (luego el Camino Real español). En 1534 y 1535 arribaron los primeros europeos con las expediciones de los conquistadores españoles Diego de Almagro y Diego de Rojas, el segundo tuvo una de sus principales bases en esta ciudad y luego avanzó hacia el sur en busca de la Ciudad de los Césares. Sin embargo, el territorio no fue plenamente controlado y colonizado por los españoles sino hasta la conclusión de las Guerras Calchaquíes las cuales significaron un secular empeño bélico, concluidas en el siglo XVII tras la debelación de las últimas resistencias de la parcialidad diaguita llamada calchaquí. En el siglo XVIII Chicoana, como todo el NOA pasó a formar parte del Virreinato del Río de la Plata, tras 1810 el territorio adhirió prontamente a la Revolución de Mayo, pero solo se consolidó la emancipación respecto de España tras la victoria de Manuel Belgrano en la Batalla de Salta (1813) y los éxitos de la Guerra Gaucha liderada por Martín Miguel de Güemes.

## Turismo
En las adyacencias de esta población se encuentran ruinas de la antigua ciudad precolombina que ha dado nombre a la actual y de pucarás. Otro gran atractivo turístico: el Embalse Cabra Corral ubicado unos 12 km al sudeste de Chicoana. En el oeste del pueblo se ubica uno de los centros para realizar el ciclismo de montaña (MTB). En los meses de junio y julio se efectúa el campeonato salteño de la especialidad denominado "Confraternidad".
Se objeta que el emplazamiento de la Sikuani o Chicoana prehispánica corresponda al de la actual Chicoana; según varios arqueólogos (entre ellos Rex González) la antigua Sikuani estaba en el norte de los Valles Calchaquíes y sus ruinas serían las llamadas Puerta de La Paya (en las coordenadas: 25°09′58″S 66°12′59″O / -25.16611, -66.21639), unos 10 km en línea recta al sursudoeste de la localidad de Cachi.

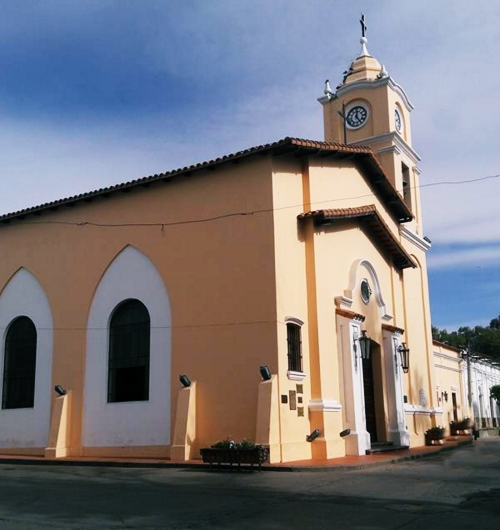
Iglesia San Pablo de Chicoana este edificio de arquitectura colonial, data del y en su interior ofrece a la vista numerosos cuadros e imaginerías de gran valor artístico e histórico.

### Festivales
El pueblo en sí conserva un aire de otros tiempos con viejas casonas y una plaza muy bien cuidada, es un pueblo gaucho muy fiel a sus tradiciones. Estas pueden vivirse en algunos de los festivales que allí tienen lugar:
- Fiesta del Tabaco, (principal cultivo de la zona) el 1 de agosto.
- Fiesta Nacional del Tamal. El "tamal" es una comida tradicional, hecha a base de maíz, del Noroeste argentino.

## Defensa Civil

### Sismicidad
La sismicidad del área de Salta es frecuente y de intensidad baja, y un silencio sísmico de terremotos medios a graves cada 40 años.
- Sismo de 1930: aunque dicha actividad geológica catastrófica, ocurre desde épocas prehistóricas, el terremoto del 24 de diciembre de 1930 (94 años),[2] señaló un hito importante dentro de la historia de eventos sísmicos jujeños, con 6,4 Richter. Pero nada cambió extremando cuidados y/o restringiendo códigos de construcción.[1]
- Sismo de 1948: el 25 de agosto de 1948 (76 años) con 7,0 Richter, el cual destruyó edificaciones y abrió numerosas grietas en inmensas zonas[2][1]
- Sismo de 2010: el 27 de febrero de 2010 (15 años) con 6,1 Richter